# Charlottenberg (Eda kommun)
 For alternative betydninger, se Charlottenberg. (Se også artikler, som begynder med Charlottenberg)
Charlottenberg er et byområde i det vestlige Värmland i Sverige og hovedby i Eda kommun i Värmlands län. Byen ligger seks kilometer fra grænsen til Norge.
Charlottenberg har også en jernbanestation på Värmlandsbanan med forbindelse til Oslo og Stockholm. Grænsehandel forekommer i vid udstrækning i Charlottenberg, fordi Norge har højere butikspriser på ikke mindst mad og drikkevarer.
Et stykke udenfor Charlottenberg ligger Charlottenbergs shoppingcenter.

## Historie
Navnet kommer af Charlotta Larsson (født Berg), hustru til Lars Daniel Larsson som grundlagde jernværket Morastforsen i 1827, hvilket senere blev til Charlottenbergs bruk.
Charlottenberg ligger i Eda socken og indgik efter kommunalreformen 1862 i Eda landskommun. I landskommunen indrettedes til byen den 2. februar 1902 Charlottenbergs municipalsamhälle, som blev opløst den 31. december 1961.

## Erhvervsliv
Värmlands enskilda bank åbnede en filial i Charlottenberg i efteråret 1906. Banken blev senere opkøbt af Nordea som nedlagde filialen den 31. maj 2016. Westra Wermlands sparbank har stadigvæk en filial i Charlottenberg.